# Apocalisse di Baruc
L'Apocalisse di Baruc o Secondo Libro di Baruc è un apocrifo dell'Antico Testamento, pseudoepigrafo di Baruc, 'segretario' di Geremia durante l'esilio di Babilonia (VI secolo a.C.), databile alla fine del I secolo d.C.
Scritto su un prototesto semitico perduto, ci è pervenuto in siriaco, greco e paleoslavo. È di origine giudaica. Presente nella Peshitta, è accolto nel canone della Bibbia siriaco. Appartiene al genere apocalittico.
Baruc si lamenta per la caduta di Gerusalemme e la distruzione del tempio (587 a.C.). Un angelo lo accompagna in un viaggio in cielo dove incontra demoni e angeli, tra cui Michele, e ritrova il tempio celeste.

## Descrizione
Sebbene il libro canonico di Geremia ritragga Baruc come lo scriba di Geremia, 2Baruc lo ritrae come un profeta a pieno titolo. Ha uno stile simile agli scritti attribuiti a Geremia: un misto di preghiera, lamento e visioni. Sebbene Baruc scriva del sacco di Gerusalemme da parte di Nabucodonosor nel 586 a.C., si ritiene attualmente che il libro sia stato scritto in reazione alla caduta di Gerusalemme nel 70 d.C., ma scritto prima del 135 d.C.
Il testo siriaco è quasi certamente una traduzione dal greco; l'originale era probabilmente scritto in ebraico. C'è una stretta relazione tra l'apocalisse qui descritta e quella in 4Esdra, ma i critici sono divisi sulla questione di chi abbia influenzato l'altra. Le probabilità favoriscono l'ipotesi che quella in 2Baruc sia un'imitazione di quella di Esdra e quindi successiva. Questa Apocalisse di Baruc affronta in parte gli stessi problemi, le sofferenze del popolo teocratico e il loro ultimo trionfo sui loro oppressori. Il suo messianismo, in generale, è terreno, ma nell'ultima parte del libro il regno del Messia tende inequivocabilmente a una concezione più spirituale. Viene attribuita maggiore importanza alla legge che alla relativa composizione. Alcuni studiosi di 2Baruc vi hanno visto un'opera composita, ma la maggioranza dei critici la considera unificata.
Come in 4Esdra, il peccato è ricondotto alla disobbedienza di Adamo, ma sulla natura ereditaria del peccato di Adamo si assumono posizioni diverse: mentre 4Esdra lo sostiene, 2Baruc ha una posizione del tutto diversa: "ognuno di noi è divenuto Adamo a se stesso".
La prima parte del testo è strutturata in terzine: tre digiuni, seguiti ciascuno da tre visioni e tre discorsi al popolo. Le visioni sono notevoli per la loro discussione sulla teodicea, il problema del male e l'enfasi sulla predestinazione. Secondo il testo, gli oggetti sacri del Tempio furono salvati dalla distruzione sotto la protezione degli angeli, per essere restituiti durante la restaurazione profetizzata nel Libro di Geremia. La seconda parte del testo è una lunga lettera conosciuta come Lettera di Baruc, che molti studiosi ritengono fosse in origine un documento separato.

## Contenuto
Capitolo I
Il Signore rivela a Baruc l'imminente distruzione di Gerusalemme, e gli chiede di lasciare la città insieme a tutte le altre persone pure di cuore. Baruc non riesce a capire come si possa ricordare il nome di Israele e come si possano avverare le promesse fatte a Mosè se il Tempio è in rovina. Dio spiega che un tale edificio terreno non è quello che mostrò ad Adamo prima della caduta e a Mosè sul Monte Sinai e assicura a Baruc che i guai di Israele non saranno permanenti. Allora Baruc, Geremia e tutti gli altri devoti vanno al fiume Cedron, dove si affliggono e digiunano.
Capitolo II
Il giorno seguente i Babilonesi circondano la città, e Baruc viene portato miracolosamente alle mura di Gerusalemme e vede quattro angeli con torce che accendono le mura, ma non prima che un altro angelo abbia consegnato i vasi sacri del Tempio alla terra, che li inghiotte fino agli ultimi giorni.
Capitolo III
Sette giorni dopo la presa di Gerusalemme, Baruc riceve di nuovo una rivelazione. Gli viene detto che Geremia dovrebbe andare con i prigionieri a Babilonia, ma che lui stesso deve rimanere presso le rovine di Gerusalemme, dove Dio gli rivelerà cosa accadrà alla fine dei giorni. Allora Baruc canta un lamento sulla distruzione di Gerusalemme.
Capitolo IV
Dopo aver digiunato per sette giorni, Baruc riceve una rivelazione riguardante la futura punizione dei pagani e di tutti gli empi; risponde al Signore lamentandosi della triste sorte degli uomini. Dio risponde che l'uomo è stato istruito nella Legge e che ora il tempo sarà accelerato, riferendosi alla fine dei giorni a venire.
Capitolo V
Dopo altri sette giorni di digiuno e lunghe preghiere, i cieli si aprono e Baruc sente una voce celeste. Dapprima viene rimproverato per il dubbio e il Signore spiega che «perché quando Adamo peccò e fu decretata la morte contro quelli che dovevano nascere, allora fu contata la moltitudine di quelli che dovevano nascere, e per quel numero fu preparato un luogo dove i vivi possano dimorare e i morti potrebbero essere custoditi", e così il "tempo futuro" verrà solo quando la terra avrà prodotto tutto il suo frutto. Baruc chiede di sapere quando arriverà questo tempo, e il Signore dà la prima descrizione del "tempo futuro", spiegando le dodici divisioni del tempo di oppressione (le stesse divisioni che troviamo nella Scala di Giacobbe)e della resurrezione dei morti.
Capitolo VI
Baruc raduna gli anziani del popolo e dice loro che Sion sarà presto restaurata, ma distrutta ancora una volta, quindi ricostruita per l'eternità.
Capitolo VII
Baruc, seduto tra le rovine del Tempio a lamentarsi, riceve una nuova rivelazione sotto forma della seguente visione: nel sonno, vede un bosco circondato da rocce e dirupi e, di fronte al bosco, un vite in crescita, sotto la quale scorre una sorgente. La sorgente scorre silenziosa fino al bosco, dove si trasforma in un ruscello possente, travolgendo il bosco e lasciando in piedi solo un cedro. Anche questo cedro viene infine spazzato via e portato alla vite. Dio spiega il significato della visione a Baruc. Il bosco è la potente, quarta potenza (probabilmente l'Impero Romano); la primavera è il dominio del Messia; e la vite è il Messia stesso, che distruggerà l'ultimo sovrano nemico sul monte Sion.
Capitolo VIII
A Baruc viene spiegato il destino dei convertiti e degli apostati e gli viene ordinato di avvertire il popolo e di prepararsi per un'altra rivelazione. Predice la propria morte a suo figlio e agli altri sette anziani e predice che a Israele non mancherà un uomo saggio né un figlio della legge.
Capitolo IX
Questa parte centrale dell'Apocalisse inizia con la grande preghiera di Baruc, piena di umiltà davanti alla maestà di Dio. Dio gli rivela le oppressioni negli ultimi giorni, la risurrezione, il destino finale dei giusti ("ci sarà allora eccellenza nel giusto che supererà quella degli angeli") e il destino degli empi. Così Baruc comprende non addolorarsi per coloro che muoiono, ma provare gioia per la sofferenza presente.
Capitolo X
Segue una seconda visione profetica, il cui significato è spiegato dall'angelo Remiel. Una nuvola che nasce dal mare piove dodici volte, acque scure e luminose alternativamente. Questo indica il corso degli eventi da Adamo al Messia. Le sei acque oscure sono il dominio degli empi: Adamo, l'Antico Egitto, Canaan, Geroboamo, Manasse e i Babilonesi. Le sei acque luminose sono Abramo, Mosè, Davide, Ezechia, Giosia e il tempo del Secondo Tempio("comunque, non completamente come all'inizio"). Dopo queste dodici acque viene un'altra acqua, ancora più scura delle altre e fulminata di fuoco, portando nella sua scia l'annientamento. Un lampo luminoso mette fine alla terribile tempesta. La nuvola scura è il periodo tra il tempo del Secondo Tempio e l'avvento del Messia; quest'ultimo evento determina il dominio degli empi e inaugura l'era della beatitudine eterna.
Capitolo XI
Dopo che Baruc ha ringraziato Dio per i segreti che gli sono stati rivelati, Dio gli chiede di avvertire il popolo e di tenersi pronto per la sua traslazione in cielo, poiché Dio intende mantenerlo lì fino alla consumazione dei tempi. Baruc ammonisce il popolo e scrive anche due lettere: una alle nove tribù e mezzo (mandate per mezzo di un'aquila); l'altro alle due tribù e mezzo esiliate a Babilonia (di cui non viene fornito alcun contenuto).
Capitolo XII o Lettera di Baruc
Questa è la lettera alla "Nove tribù e mezzo" e i temi principali di questa lettera sono la speranza di una ricompensa futura dopo la sofferenza presente, l'accelerazione dei tempi, la costanza dell'opera di Mosè patto e la libertà dell'uomo di seguire Dio.